# Việt Nam năm 2000
Dưới đây là sự kiện trong năm tại Việt Nam 2000.

## Đương nhiệm
| Ảnh | Vị trí            | Tên            |
| --- | ----------------- | -------------- |
|     | Tổng bí thư       | Lê Khả Phiêu   |
|     | Chủ tịch nước     | Trần Đức Lương |
|     | Thủ tướng         | Phan Văn Khải  |
|     | Chủ tịch Quốc hội | Nông Đức Mạnh  |

## Sự kiện

### Diễn ra trong năm
- Hoa hậu Toàn quốc Báo Tiền Phong 2000

### Thể thao
- Việt Nam tại Thế vận hội Mùa hè 2000
- Việt Nam tại Thế vận hội Người khuyết tật Mùa hè 2000

Bóng đá
- Giải bóng đá Hạng Nhì Quốc gia 1999–2000
- Giải bóng đá Hạng Nhất quốc gia 1999–2000
- Giải bóng đá Cúp Quốc gia 1999–2000
- Siêu cúp bóng đá Việt Nam 2000
- Giải bóng đá Cúp Quốc gia 2000–01
- Giải bóng đá nữ vô địch quốc gia 2000

## Sinh

### Tháng 1
- 1 tháng 1: Dụng Quang Nho, cầu thủ bóng đá
- 2 tháng 1: Nguyễn Như Đức Anh, cầu thủ bóng đá
- 6 tháng 1: Nguyễn Trọng Long, cầu thủ bóng đá
- 21 tháng 1: Mono, ca sĩ

### Tháng 2

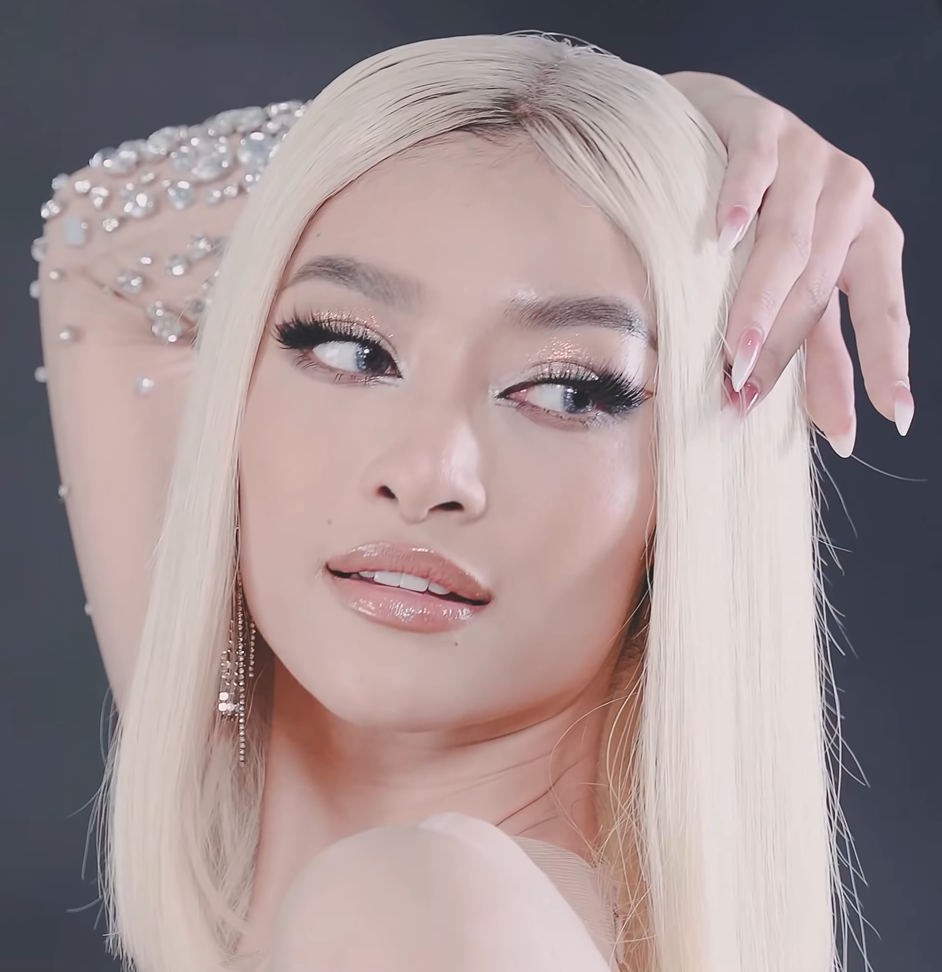
Lona Kiều Loan

Bảo Hân

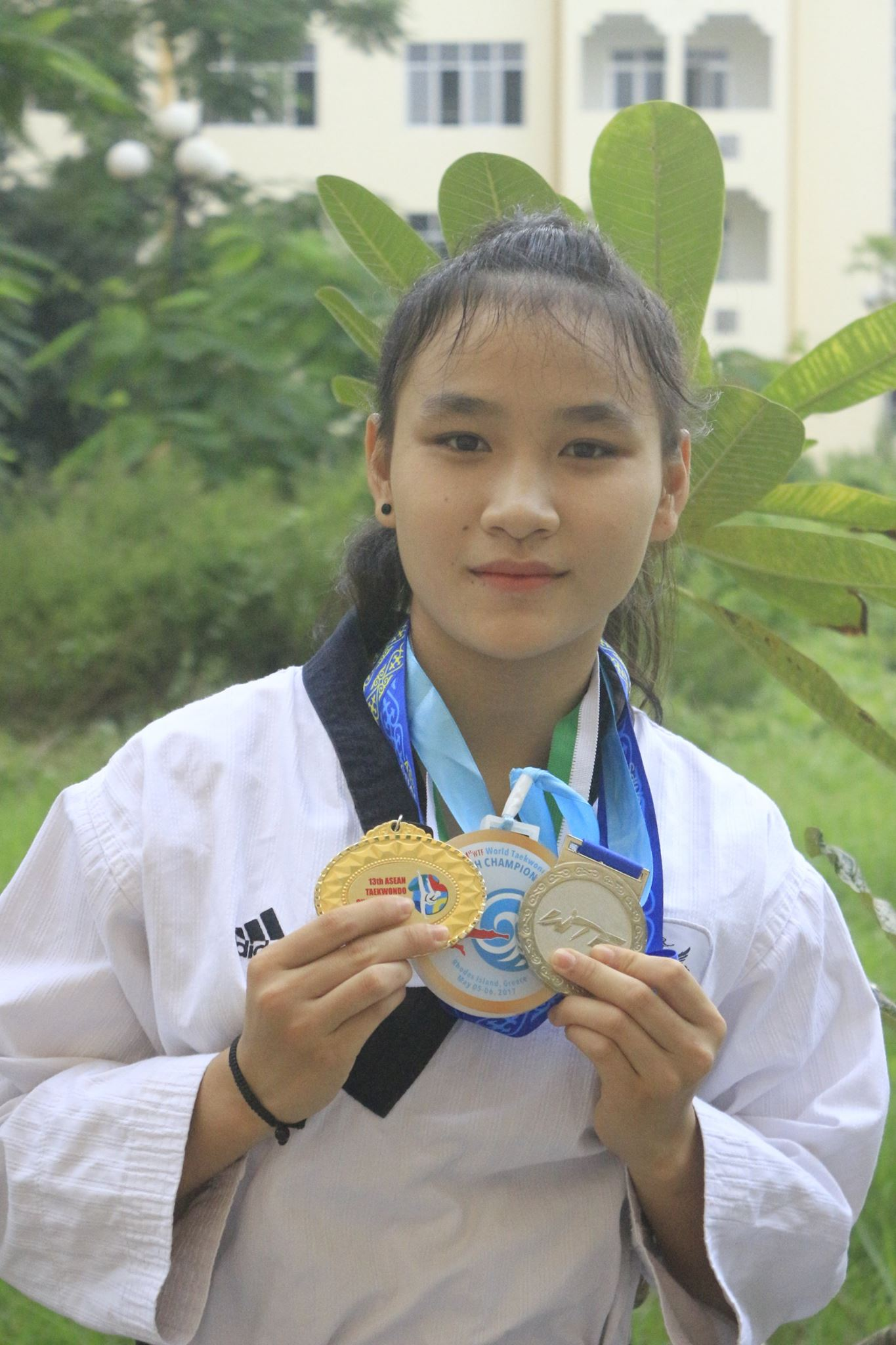
Nguyễn Thị Kim Hà

- 7 tháng 2: Hồ Thanh Minh, cầu thủ bóng đá
- 10 tháng 2: Nguyễn Thị Tuyết Ngân, cầu thủ bóng đá
- 23 tháng 2: Lona Kiều Loan, rapper, ca sĩ
- 26 tháng 2: Bảo Hân, diễn viên
- 28 tháng 2: Nguyễn Thị Kim Hà, vận động viên Taekwondo

### Tháng 3
- 23 tháng 3: Amee, diễn viên, ca sĩ

### Tháng 4
- 6 tháng 4: Nguyễn Hồng Phong, cầu thủ bóng đá
- 12 tháng 4: Nhâm Mạnh Dũng, cầu thủ bóng đá
- 13 tháng 4: Đoàn Thiên Ân, hoa hậu

### Tháng 5
- 1 tháng 5: Lương Thị Thu Thương, cầu thủ bóng đá
- 17 tháng 5: Nguyễn Hà Dịu Thảo, hoa hậu, người mẫu
- 19 tháng 5
  - Hoàng Thị Ngọc Hoa, vận động viên điền kinh
  - Nguyễn Hữu Thắng, tiền vệ của đội tuyển bóng đá U-22 quốc gia Việt Nam.

### Tháng 6
- 4 tháng 6: Nguyễn Tường San, người mẫu
- 30 tháng 6: Lê Minh Hiếu, vận động viên breaking

### Tháng 7
- 2 tháng 7: Nguyễn Văn Trọng, cầu thủ bóng đá
- 10 tháng 7: Nguyễn Huy Hoàng, vận động viên bơi lội
- 14 tháng 7: Trần Bảo Toàn, cầu thủ bóng đá
- 29 tháng 7: Nguyễn Lê Ngọc Thảo, người mẫu, hoa hậu

### Tháng 8
- 7 tháng 8: Cù Thị Huỳnh Như, cầu thủ bóng đá
- 14 tháng 8: Bạc Thị Khiêm, vận động viên Taekwondo
- 15 tháng 8: Lương Thùy Linh, người mẫu, hoa hậu
- 23 tháng 8:
  - Trần Tiểu Vy, người mẫu, hoa hậu
  - Phan Văn Hiếu, cầu thủ bóng đá
- 27 tháng 8: Nguyễn Hai Long, cầu thủ bóng đá

### Tháng 9
- 10 tháng 9: Mạch Ngọc Hà, cầu thủ bóng đá

### Tháng 10
- 3 tháng 10: Trần Danh Trung, cầu thủ bóng đá
- 20 tháng 10: Nguyễn Hồng Sơn, cầu thủ bóng đá
- 25 tháng 10: Nguyễn Thanh Nhân, cầu thủ bóng đá

### Tháng 11
- 2 tháng 11: Nguyễn Thanh Bình, cầu thủ bóng đá
- 3 tháng 11: Đoàn Thanh Trường, cầu thủ bóng đá
- 6 tháng 11: Đặng Tuấn Hưng, cầu thủ bóng đá

### Tháng 12
- 8 tháng 12: Trần Thị Thu Uyên, người mẫu
- 26 tháng 12: Trần Văn Đạt, cầu thủ bóng đá
- 27 tháng 12: Nguyễn Trần Việt Cường, cầu thủ bóng đá

## Mất

### Tháng 1
- 25 tháng 1: Trầm Tử Thiêng, 62, nhạc sĩ

### Tháng 3
- 9 tháng 3: Ngô Viết Thụ, 73, kiến trúc sư
- 13 tháng 3: Hoàng Bích Sơn, 76, nhà chính trị
- 22 tháng 3: Đặng Văn Minh, 90, nhà cách mạng và nhà chính trị

### Tháng 4

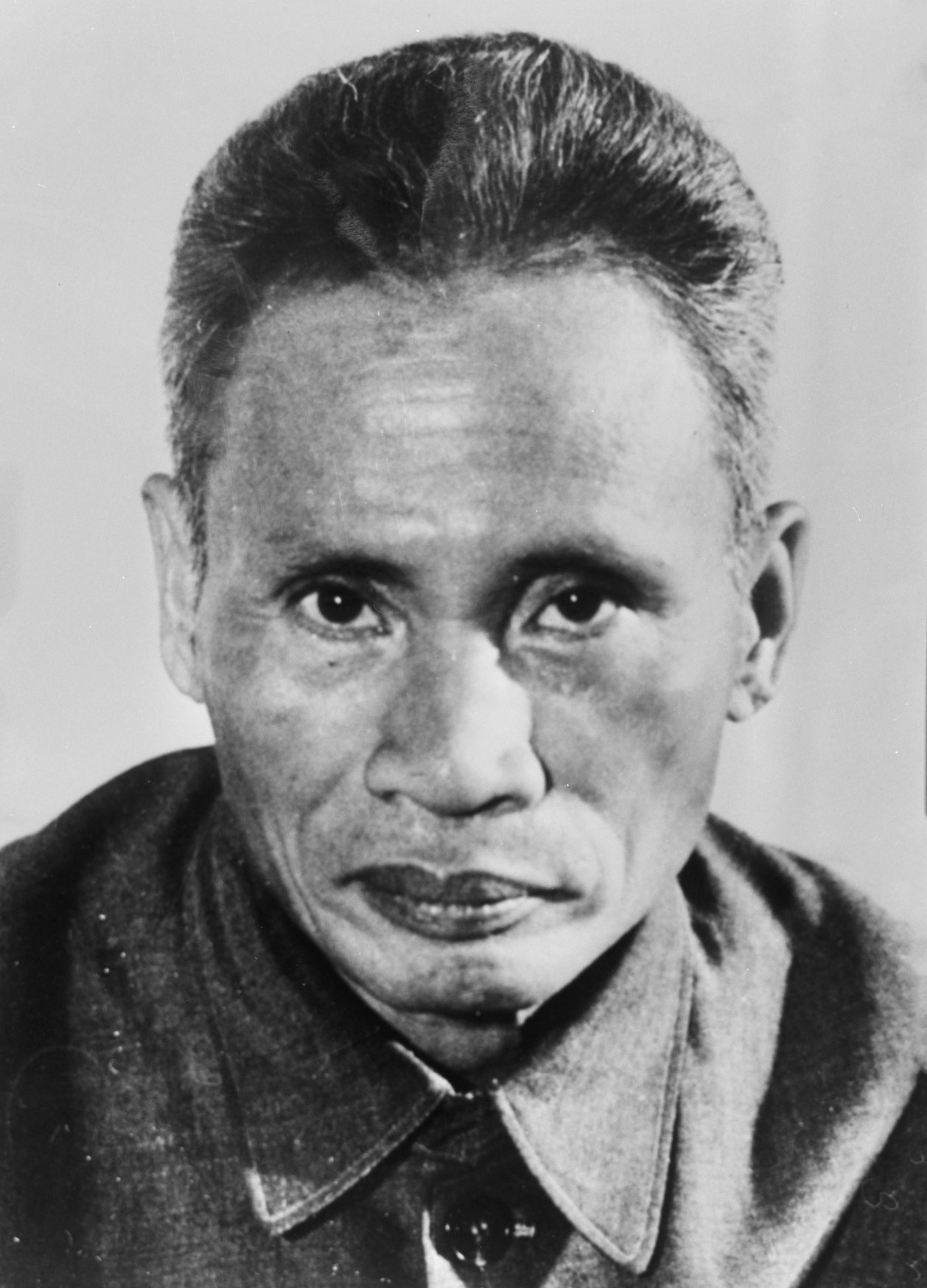
Phạm Văn Đồng

- 8 tháng 4: Dương Kỳ Hiệp, 89, nhà cách mạng và nhà chính trị
- 21 tháng 4: Hoàng Kiện, 79, quân nhân
- 28 tháng 4: Phạm Hữu Quang, 47–48, nhà thơ
- 29 tháng 4: Phạm Văn Đồng, 94, nhà chính trị

### Tháng 5
- 8 tháng 5: Đinh Thìn, 61, nghệ sĩ âm nhạc
- 9 tháng 5: Phạm Thế Ngũ, 78, nhà giáo, nhà nghiên cứu văn học
- 19 tháng 5: Thu Hồ, 80, nhạc sĩ, ca sĩ, nhà viết kịch

### Tháng 6
- 3 tháng 6: Phaolô Huỳnh Đông Các, 77, giám mục

### Tháng 7
- 19 tháng 7: Sĩ Phú, 58, ca sĩ
- 23 tháng 7: Lê Khả Kế, 81–82, nhà từ điển học

### Tháng 8

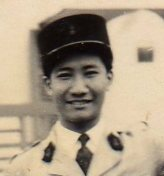
Nghiêm Mỹ

- 11 tháng 8: Nghiêm Mỹ, 84, tiến sĩ khoa học, nha sĩ, nhà ngoại giao

### Tháng 9
- 26 tháng 9: Robert Hải, 59–60, diễn viên

### Tháng 10
- 1 tháng 10: Vũ Thị Hoàng Dung, 34–35, trùm xã hội đen
- 8 tháng 10: Mỹ Thể, 59, ca sĩ
- 2 tháng 10: Dung Hà, 34–35, trùm xã hội đen
- 27 tháng 10: Lâm Tới, 63, diễn viên

### Tháng 11
- 14 tháng 11: Trọng Thanh, 55, nhiếp ảnh gia và nhà báo
- 18 tháng 11: Vân Hùng, 63, kịch sĩ và tài tử điện ảnh
- 27 tháng 11: Toi Lam, 63, diễn viên[1]

### Tháng 12

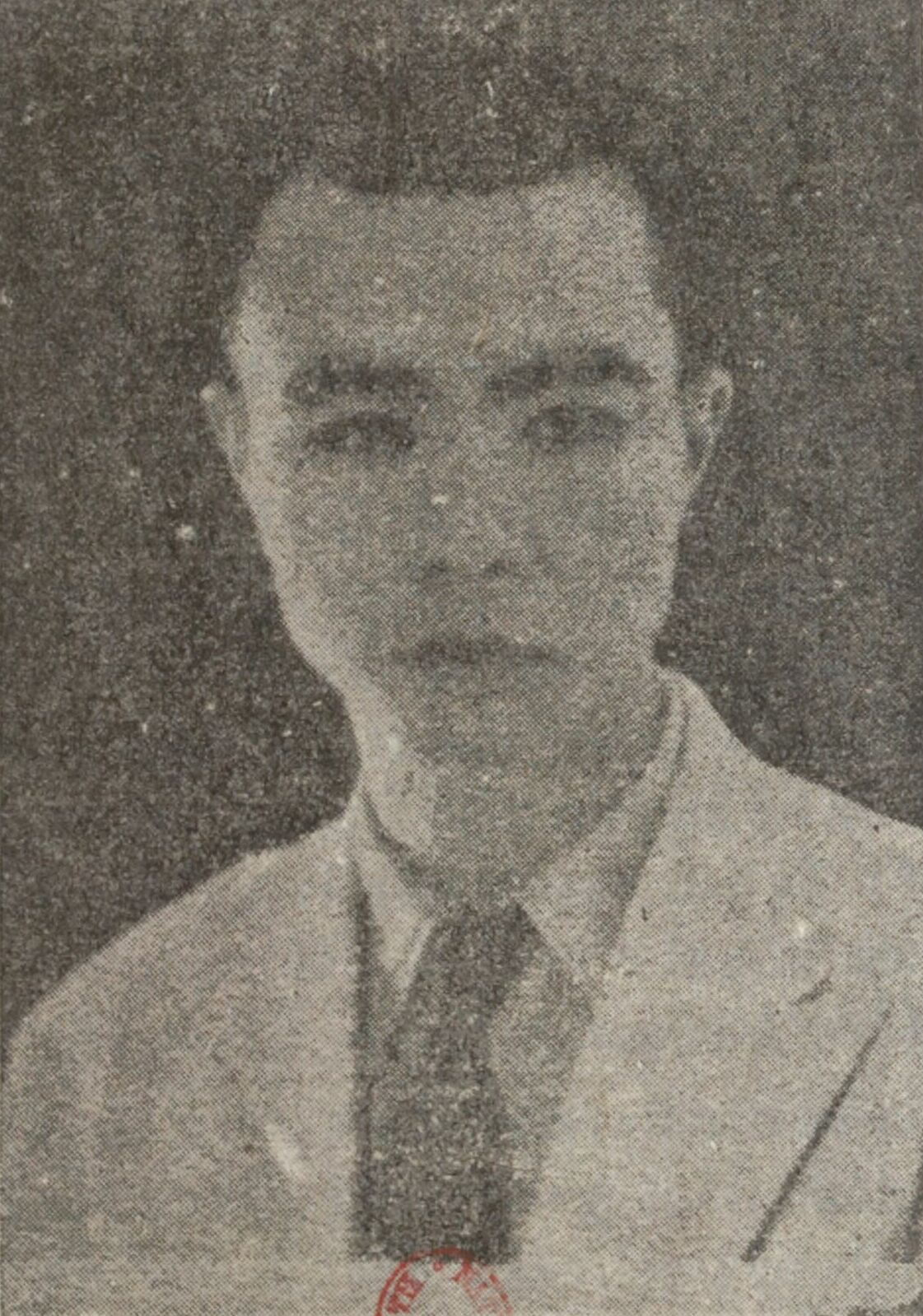
Nguyễn Xuân Huy

- 30 tháng 12: Nguyễn Xuân Huy, 85, nhà thơ

### Không rõ ngày
- Dương Văn Đức, 74–75, quân nhân
- Hoàng Văn Thái, 79–80, quân nhân

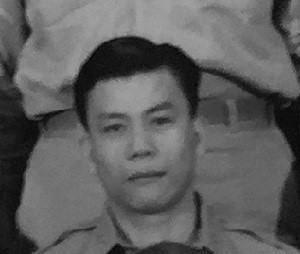
Dương Văn Đức

- Huỳnh Châu Sổ, 76–77, nhà chính trị
- Lâm Võ, 88–89, võ sư
- Lê Bá Thảo, 76–77, giáo sư địa lý
- Lê Hữu Thúy, 73–74, nhà tình báo
- Lê Quốc Sản, 79–80, sĩ quan
- Ngô Đồng, 72–73, võ sư
- Nguyễn Văn Rốp, 50–51, nhà chính trị
- Trần Văn Đại, 87–88, nhà cách mạng và nhà chính trị
- Vũ Cao Đàm, 91–92, họa sĩ, nhà điêu khắc